# Abdij van Montmajour
De Abdij van Montmajour ligt enkele kilometers ten noordoosten van Arles op een kalksteenrots. Het is een voormalige benedictijnenabdij. Het gebouwencomplex omvat een onvoltooide romaanse kerk met aangebouwd klooster. Daarnaast is er een donjon, terwijl oostelijk van het klooster nog een kleine kapel staat (Chapelle Sainte-Croix). Aan de zuidkant bevindt zich de in de rotsen uitgehouwen kapel Saint-Pierre.

## Geschiedenis
In de 8e eeuw lag de rots van Montmajour in een moerassige laagte. Toen de Saracenen in 739 uit Arles werden verdreven, trokken ze zich onder meer terug op deze kalkrots. Volgens de legende zou Karel de Grote de Saracenen uiteindelijk van de rots hebben verdreven. Bij deze veldslag verloren ook veel christensoldaten het leven. Zij werden ter plaatse begraven. Het kerkhof werd sindsdien door kluizenaars onderhouden.
Omstreeks 948 werd Montmajour door Teucinde, een dame uit een aristocratisch geslacht, gekocht van het aartsbisdom Arles. Ze schonk de grond aan een groep religieuzen, die er vervolgens een kloostergemeenschap stichtten. De groep nam de Regel van Benedictus als richtsnoer, maar het klooster stond vanaf 963 onder rechtstreeks gezag van de paus. Door omvangrijke schenkingen kende het klooster in de 11e en 12e eeuw een periode van grote bloei. Verschillende graven uit Provence lieten er zich begraven. Onder hen in 1018 graaf Willem II, in 1026 gravin Adelheid en in 1063 graaf Godfried.
In 1019 werd Montmajour een bedevaartsoord. In de abdij werd een splinter van het Kruis bewaard en in 1030 verleende de paus een volle aflaat van zonden voor een bezoek aan het klooster op de dag van het feest van het Kruis (3 mei). Omdat het Pardon van Montmajour niet alleen door een bezoek maar ook door donaties verkregen werd, groeide de welstand van het klooster door de grote toestroom van pelgrims. Eind 12e eeuw bouwden de monniken daarom de afzonderlijk gelegen Chapelle Sainte-Croix waar de reliekschrijn te vereren was. Vroeger was deze kapel door een in de rotsen gehouwen gang met het klooster verbonden.
Vanaf de 13e eeuw trad het verval in. Het systeem van de commende zorgde ervoor dat extern benoemde abten het klooster meer beschouwden als een inkomstenbron dan als een plaats van bezinning en gebed. Tijdens de Godsdienstoorlogen diende het als kazerne.
In de 17e eeuw was er een korte opleving toen de benedictijnen van de Congregatie van Saint-Maur op verzoek van de aartsbisschop van Arles het klooster hervormden. In het begin van de 18e eeuw werd het kloostercomplex uitgebreid met gebouwen in barokstijl.
Na de Franse Revolutie werd het klooster verkocht en vielen grote delen ten prooi aan de sloop. Zo zijn voor delen van de kaden langs de Rhône in Arles stenen van Montmajour gebruikt. Door tussenkomst van particulieren, de stad Arles en de staat werd halverwege de 19e eeuw voorkomen dat het klooster compleet tot een ruïne zou vervallen. In 1872 begonnen de restauratiewerkzaamheden onder leiding van de architect Henri Antoine Révoil, Architecte en Chef des Monuments Historiques, die onder andere ook de restauratie van de Abdij van Silvacane en de Abdij van Le Thoronet leidde. Tussen 1907 en 1955 stonden de restauraties onder toezicht van Jules Formigé. In 1968 werd het complex geclassificeerd als Werelderfgoed op de UNESCO-lijst. Vanaf 1985 is de staat verantwoordelijk voor het herstel.

## Van Gogh en Montmajour
Vincent van Gogh verbleef in de jaren 1888 en 1889 in Arles. Tijdens zijn vele tochten in de omgeving van Arles bezocht hij meerdere malen Montmajour. In een brief van circa 13 juli 1888 schreef hij aan zijn broer Theo: ‘Maar nu ben ik wel 50 keer naar Montmajour geweest om dat uitzicht over die vlakte te bekijken’. In mei 1888 had hij al een eerste serie pentekeningen gemaakt en in juli 1888 ontstond een tweede serie van vijf bladen. Deze zijn ook wel bekend als de serie van Montmajour en twee van deze vijf bladen maken deel uit van de collectie van het Van Gogh Museum: ‘De rots van Montmajour met pijnbomen’ en ‘La Crau gezien vanaf Montmajour’. Op 4 juli 1888 schilderde hij Zonsondergang bij Montmajour.

## Architectuur
De bouw van de abdijkerk vond plaats tussen 1130-1140 en 1170-1180. Van de oorspronkelijke voorziene vijf traveeën voor het langschip werden er uiteindelijk twee gerealiseerd. Tijdens de eerste bouwfase kwam de benedenkerk tot stand. Feitelijk is dit nu de crypte die de bovenkerk fundeert. Opvallend is de aanwezigheid van een kooromloop met een krans van vijf kapellen. De apsis heeft een koepelgewelf.
De bovenkerk is voorzien van een fors uitgevallen dwarsschip (gerelateerd aan de beperkt gebleven lengte van de kerk). De halfronde apsis heeft een gewelf met ribachtige stroken. Het langschip heeft een spitstongewelf. Het gewelf van de viering is later (in de 13e eeuw) vernieuwd door het plaatsen van een kruisribgewelf.
De kruisgang aan de zuidwestzijde van de kerk werd gebouwd tussen 1150 en 1175. Het heeft een tongewelf. Elk travee heeft drie of vier bogen met dubbele pilaren. De versieringen van de kapitelen zijn verwant aan die van de kruisgang van Saint-Trophime van de kathedraal van Arles. Een aantal elementen van de kruisgang aan de zuidkant dateert van een latere bouwfase (14e eeuw). In het oostelijke deel van de kruisgang bevindt zich een laatromaans muurgraf van de graven van Provence.
De donjon (Tour des Abbés) werd gebouwd in 1369 in opdracht van abt Pons de l’Orme om het klooster te beschermen tegen de plundertochten van de Grandes Compagnies (de huurlegers die na de Honderdjarige Oorlog werkloos waren geworden). De 26 meter hoge vierkanten toren is voorzien van een borstwering met schietgaten. Op de hoeken staan ronde wachttorentjes.
Ten zuidoosten van de verdedigingstoren staat de Chapelle Saint-Pierre, een van de eerste romaanse bouwwerken in Provence (eerste helft 11e eeuw). Met name de kapitelen van deze kapel verdienen aandacht, omdat ze als voorbeeld dienden voor de vroegromaanse bouwkunst in dit gebied.
Omgeven door in de rotsen uitgehakte graven staat noordoostelijk van het klooster de kleinere Chapelle Sainte-Croix. De plattegrond heeft de vorm van een klaverblad, een vorm die wel meer bij romaanse kerkjes wordt aangetroffen. De bouw dateert van eind 12e eeuw. De kapel heeft één travee in de vorm van een vierkant die wordt geflankeerd door vier kleine apsissen.